# Rüdiger Nehberg

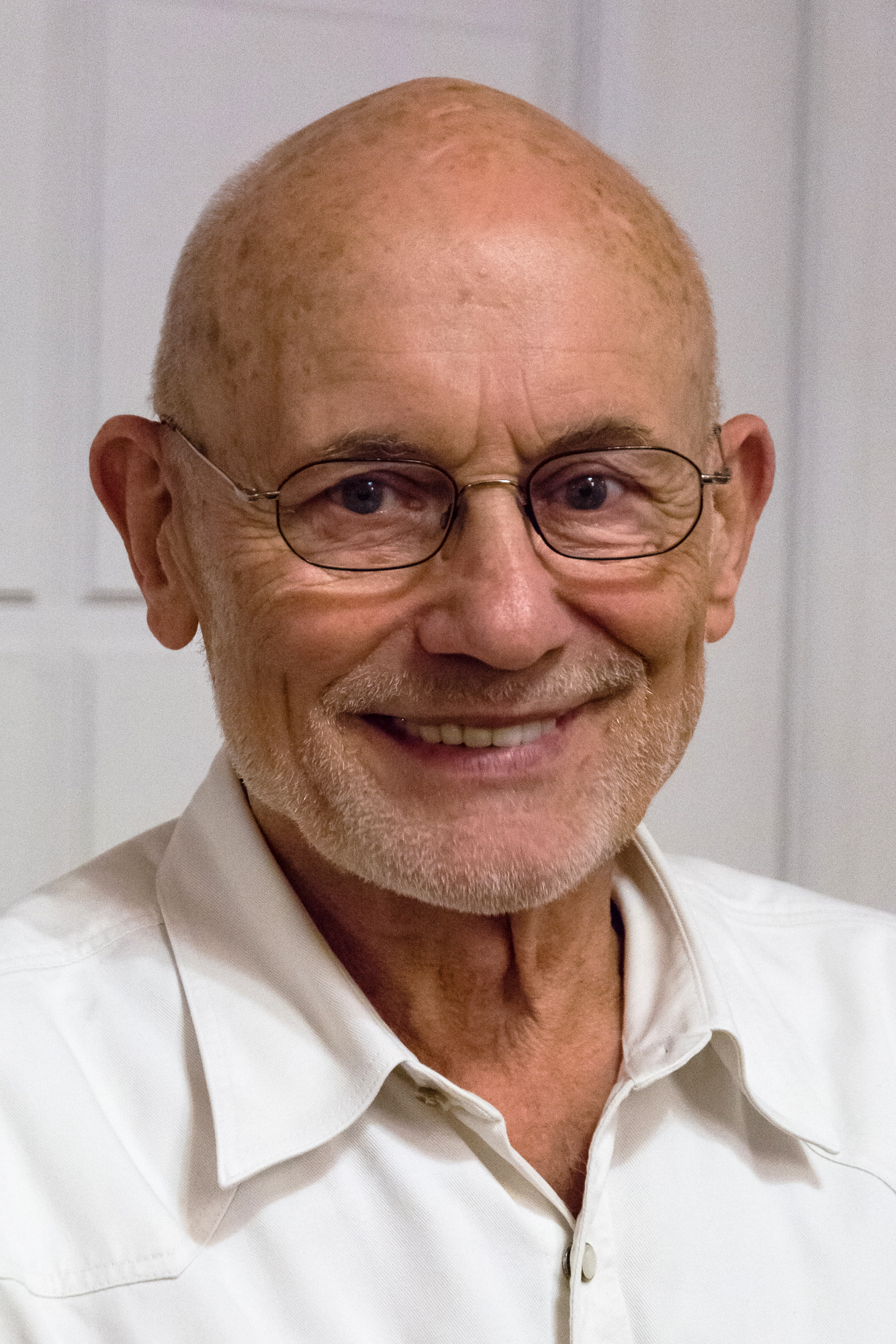
Rüdiger Nehberg, 2014

Rüdiger Nehberg (auch „Sir Vival“ genannt, von englisch survival ‚Überleben‘; * 4. Mai 1935 in Bielefeld; † 1. April 2020 in Rausdorf (Holstein)) war ein deutscher Survival-Experte und Aktivist für Menschenrechte. Seine anfänglich aus Abenteuerlust unternommenen entbehrungsreichen Expeditionen nutzte er später, um auf gesellschaftliche Probleme aufmerksam zu machen. Zu seinem Lebenswerk zählen unter anderem sein Engagement für das südamerikanische Volk der Yanomami und sein Kampf gegen die weibliche Genitalverstümmelung.

## Leben
Von 1951 bis 1960 unternahm Nehberg Radtouren um die halbe Welt. Ab 1965 arbeitete er als selbstständiger Konditor in Hamburg. Seine Konditorei mit bis zu 50 Mitarbeitern führte er 25 Jahre lang.
Inspiriert durch das Buch Zu den Goldquellen der Pharaonen: Allein auf dem reißenden Nil von Kuno S. Steuben, der 1959 den Fluss mit einem Floß befahren hatte, befuhr er zusammen mit Hinrich Finck, den er über eine Zeitungsanzeige kennengelernt hatte, erstmals Anfang 1971 den Blauen Nil. Nach 12 Tagen auf dem Wasser und rund 200 km blieb das Boot in einem Affenbrotbaum hängen und konnte von ihnen nicht mehr befreit werden. 1972 starteten sie zusammen mit Kameramann Michael Teichmann den zweiten Versuch: In einem selbst konstruierten stabileren Boot bezwangen sie nun den Fluss, wobei sie auch von feindseligen Einheimischen beschossen wurden. Der Versuch, einen dreieinhalb Meter langen Felsenpython, den er nach langem Kampf im Wasser überwältigen konnte, lebend mit nach Hause zu nehmen und in sein Schlangenterrarium im Keller einzugliedern, misslang. Der Python starb nach wenigen Tagen. Eine dritte Überfahrt unternahm Nehberg im Januar 1975 zusammen mit seinem Freund Andreas Scholtz, erneut begleitet von Michael Teichmann als Fotograf und Kameramann. Am 12. Januar wurde die Gruppe von einheimischen Räubern überfallen, wobei es zu einer Schießerei kam. Teichmann wurde dabei von hinten tödlich in den Kopf getroffen. Die Täter konnten ausfindig gemacht und wegen Mordes angeklagt werden. 1977 durchquerte Nehberg die Danakil-Wüste zu Fuß.
Seit 1980 setzte Nehberg sich für das Indianervolk der Yanomami in Südamerika ein. Als Test für künftige Aktionen im Urwald legte er 1981 auf einem „Deutschlandmarsch“ von Hamburg nach Oberstdorf rund 1000 Kilometer zurück und lebte nur von dem, was er abseits der Zivilisation in der Natur fand. Die 23-tägige Aktion wurde von einem Team des ZDF dokumentiert und im Fernsehen ausgestrahlt. Im Jahre 1983 unternahm Nehberg seine erste Reise nach Südafrika. Nur mit einem Tagebuch ausgestattet durchwanderte er eine Strecke von fast 400 Kilometern, von De Aar bis East London. Seinen Tagebucheinträgen – die später in Auszügen in einem seiner Bücher veröffentlicht wurden – ist zu entnehmen, dass Nehberg zwei Tage ohne Flüssigkeit lebte. 1987 überquerte er mit einem Tretboot den Atlantik. Zur Vorbereitung darauf boten ihm Kampfschwimmer in Eckernförde einige Tage Training. 1989 trat Nehberg täglich als Studio-Experte in der vom Schweizer Fernsehen und 3sat ausgestrahlten Schweizer TV-Sendung Eins zu Eins – Steinzeit-Survival auf, bei der mehrere Personen während zwei Wochen ohne moderne Hilfsmittel in der Natur gefilmt wurden.
1992 überquerte Nehberg gemeinsam mit der Menschenrechtsaktivistin Christina Haverkamp auf einem Bambusfloß nochmals den Atlantischen Ozean. Damit trug er dazu bei, dass den Yanomami-Indianern ein geschütztes Reservat zugestanden wurde.

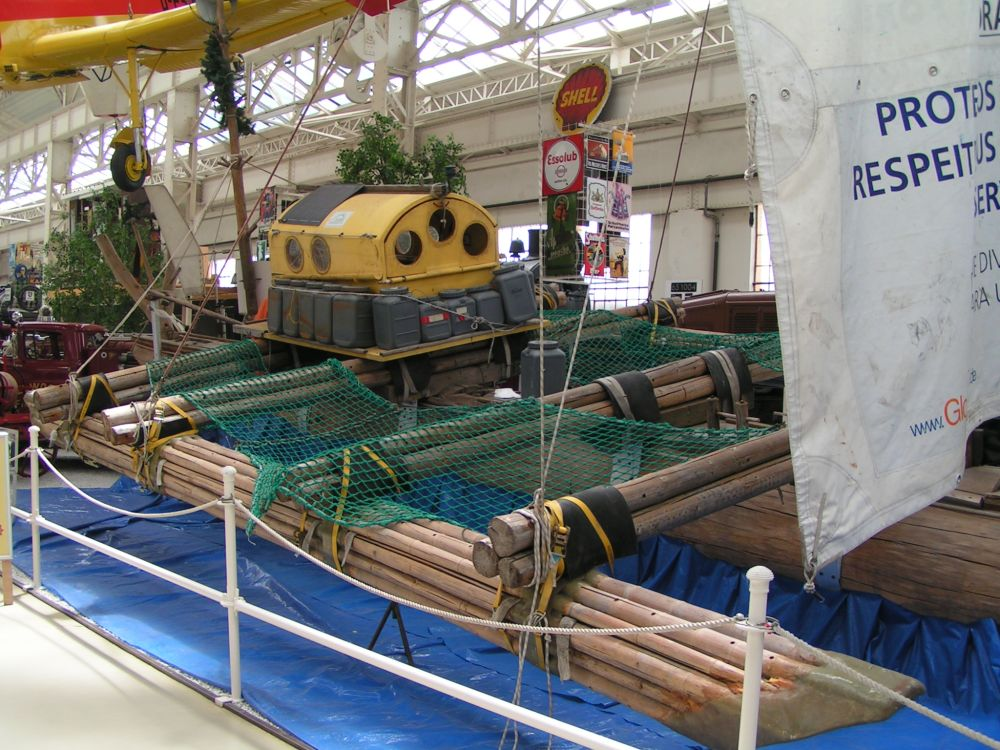
Nehbergs Trimaran The Tree im Technik-Museum Speyer, 2004

Im Jahr 1996 trat er bei The Human Race – A Race Across Australia bei einem mehr als 600 Kilometer langen Marsch durch die australische Wildnis gegen den amerikanischen Marathonläufer David Covey und den Aborigine Jack Jugari an, den der mehr als 70 Jahre alte Jugari gewann.
Im Jahr 2000 überquerte Nehberg mit dem selbstgebauten Trimaran The Tree zum dritten Mal den Atlantik, diesmal wieder allein. Der Name The Tree („Der Baum“) bezieht sich auf den Stamm einer 350 Jahre alten Weiß-Tanne als das zentrale Bauteil des Trimarans.
Am 31. Juli 2003 ließ er sich von einem Hubschrauber aus 50 Metern Höhe nur mit einer Badehose bekleidet und lediglich mit einem Messer ausgestattet in den brasilianischen Urwald abseilen, um den Regenwald mit all seinen Gefahren zu bezwingen. Nach 25 Tagen kam er aus dem Urwald, nachdem er vorübergehend als verschollen galt.
Nehberg war außerdem Initiator der Nachforschungen über den vermeintlichen Häuptling Tatunca Nara, einen ausgewanderten Deutschen namens Günther Hauck. Nara gilt seitdem als Hochstapler und Betrüger. Naras angeblicher Stamm der Ugha Mongulala, der in der unterirdischen Stadt Akakor wohnhaft sein soll, hatte das Interesse mehrerer Abenteuerlustiger geweckt, die sich vom „selbstgemachten Häuptling“ (Nehbergs gleichnamiges Buch) in den brasilianischen Urwald führen lassen wollten, aber nie zurückkamen. Die Tode der Begleiter konnten nie aufgeklärt werden.
Im September 2000 gründete Nehberg die Menschenrechtsorganisation TARGET, die Erfolge im Kampf gegen die Verstümmelung weiblicher Genitalien erzielt. Im November 2006 organisierte und finanzierte TARGET eine Konferenz unter der Schirmherrschaft des ägyptischen Großmuftis Ali Gomaa an der al-Azhar-Universität in Kairo. Als Ergebnis dieser Konferenz verurteilten führende islamische Rechtsgelehrte die Praxis der Genitalverstümmelung. Im März 2009 besuchte Nehberg gemeinsam mit Tarafa Baghajati den in Katar lebenden islamistischen Agitator und Führer der „Muslimbrüder“ Yusuf al-Qaradawi. In einer ausgefertigten „Fatwa“ des global aktiven Islamisten wird die genitale Verstümmelung von Mädchen als „Teufelswerk“ bezeichnet und unter allen Umständen verboten, da sie gegen die Ethik des Islam gerichtet sei.
Am 25. August 2009 heiratete Nehberg in zweiter Ehe seine langjährige Lebensgefährtin Annette Weber (* 1959). Das Paar, das sich 1996 bei einem Vortrag Nehbergs in Offenburg kennengelernt hatte, lebte in Rausdorf in Schleswig-Holstein. Er hatte aus erster Ehe eine Tochter, die Schauspielerin Kirsten Nehberg, sowie einen Sohn.
Rüdiger Nehberg starb am 1. April 2020 im Alter von 84 Jahren. Sein letztes Buch mit dem Titel Dem Mut ist keine Gefahr gewachsen erschien postum am 6. April 2020. Gewidmet hatte Nehberg es im Vorwort seinen Stiefkindern Sophie und Roman und seiner Ehefrau.

## Auszeichnungen
- 2002: Bundesverdienstkreuz, für sein Engagement für bedrohte Völker und für die Völkerverständigung, insbesondere für die Verständigung mit dem Islam.
- 2006: Hamburger Bürgerpreis der CDU Hamburg.
- 2006: Das Volk der Afar verlieh Nehberg und seiner Lebensgefährtin Annette Weber gemeinsam die Ehrenbürgerschaft.
- 2008: Bundesverdienstkreuz 1. Klasse, für sein Engagement gegen die Verstümmelung der weiblichen Genitalien.[13]
- 2015: Urania-Medaille zusammen mit seiner Frau Annette, „für Menschenrechte gerade besonders Schwacher dieser Erde: der Einsatz für das Überleben der Yanomami- und Waipapi-Indianer in Nordbrasilien und der Kampf für ein Ende der weiblichen Genitalverstümmelung insbesondere in Afrika.“[14]
- 2019: Auszeichnung „Die blaue Zunge“ bei der Kölner Rednernacht 2019 für seine Lebensleistung im Einsatz gegen die weibliche Genitalverstümmelung weltweit.

## Bücher
- Drei Mann, ein Boot, der blaue Nil. Cotta, Stuttgart 1974, ISBN 3-7681-0079-0.
- Drei Mann, ein Boot zum Rudolfsee. Mundus-Verlag, Stuttgart 1978.
- Danakil – Zu Fuß durchs Höllenloch der Schöpfung. Kabel, Hamburg 1979, ISBN 3-921909-10-4.
- Die Kunst zu überleben, Survival. Kabel, Hamburg 1979, ISBN 3-921909-75-9.
- Abenteuer Abenteuer: Blauer Nil und Rudolfsee. Kabel, Hamburg 1982, ISBN 3-921909-61-9.
- Yanonámi: Überleben im Urwald. Kabel, Hamburg 1983, ISBN 3-921909-71-6.
- Let’s fetz: Heute beginnt der Rest des Lebens. Kabel, Hamburg 1984, ISBN 3-921909-82-1.
- Medizin-Survival Überleben ohne Arzt. Kabel, Hamburg, 1987, ISBN 3-8225-0035-6.
- Im Tretboot über den Atlantik. Lübbe, Bergisch Gladbach 1988, ISBN 3-404-60278-1.
- Survival-Training. Droemer Knaur, München 1989, ISBN 3-426-07842-2.
- Die letzte Jagd. Die programmierte Ausrottung der Yanomami-Indianer und die Vernichtung des Regenwaldes. Kabel, Hamburg 1989, ISBN 3-8225-0121-2.
- Der selbstgemachte Häuptling: Tatunca Nara alias Günther Hauck – oder wie man der Welt einen Bären aufbindet. Kabel, Hamburg 1991, ISBN 3-8225-0169-7.
- Überleben in der Wüste Danakil. Piper, München 1994, ISBN 3-492-21809-1.
- Über den Atlantik und durch den Dschungel. Eine Rettungsaktion für die Yanomami. Piper, München 1994, ISBN 3-492-11965-4.
- Das Yanomami-Massaker. Den Tätern auf der Spur. Reise-Know-How-Verlag Rump, Bielefeld 1997, ISBN 3-89416-624-X.
- Leben mit Risiko. Gespräche mit Hans-Dieter Schütt. Schwarzkopf und Schwarzkopf, Berlin 1998, ISBN 3-89602-143-5.
- Survival-Abenteuer vor der Haustür. Piper, München 1999, ISBN 3-492-22715-5.
- Mit dem Baum über den Atlantik. Kabel, München 2000, ISBN 3-8225-0543-9.
- Überleben ums Verrecken. Malik, München 2002, ISBN 3-89029-219-4.
- Die Yanomami-Indianer. Rettung für ein Volk – Meine wichtigsten Expeditionen. Piper, München 2003. ISBN 3-492-23922-6.
- Echt verrückt! Erlebte Geschichten. Malik, München 2003, ISBN 978-3-89029-264-9.
- Abenteuer Urwald. Malik, München 2004, ISBN 3-89029-286-0.
- Die Autobiographie. Malik, München 2005, ISBN 978-3-89029-297-7.
- Karawane der Hoffnung. Mit dem Islam gegen den Schmerz und das Schweigen. Malik, München 2006, ISBN 978-3-89029-322-6.
- Voll peinlich! Erlebte Geschichten. Malik, München 2008, ISBN 3-89029-352-2.
- Survival-Handbuch für die ganze Familie. ArsEd., München 2008, ISBN 978-3-7607-3498-9.
- Sir Vival blickt zurück: Resümee eines extremen Lebens. Malik, München 2010, ISBN 978-3-89029-374-5.
- Survival Lexikon für die Hosentasche. Piper, München 2012, ISBN 978-3-492-30004-9.
- Ab in die Wildnis: Das 5-Tage-Survival-Programm. Piper, München 2014, ISBN 978-3-492-30527-3.
- Dem Mut ist keine Gefahr gewachsen. Ein abenteuerliches Leben. Piper, München 2020, ISBN 978-3-89029-537-4.

## Filme
Dokumentarfilme
- 1976: Bootsfahrt ins Ungewisse – 1000 km bis zum Rudolfsee. 45 Min.
- 1978: Eine Reise zu den Urwaldindianern. 45 Min.
- 1981: Der Deutschlandmarsch. 38 Min., ISBN 978-3-8312-9352-0.
- 1983: Überleben im Urwald. 43 Min., ISBN 978-3-8312-9354-4
- 1986: Das Sperrmüllfloß. 34 Min., ISBN 978-3-8312-9352-0.
- 1988: Mit dem Tretboot nach Brasilien. 42 Min.
- 1989: Goldrausch in Amazonien. 42 Min.
- 1996: Wüste des Todes – Wettlauf durch den australischen Busch. 45 Min.
- 2000: Atlantikfahrt im Tannenbaum. 30 Min.
- 2005: Das Geheimnis des Tatunca Nara. 59 Min.
- 2006: Die Sache – Feldzug gegen ein Tabu. 60 Min.
- 2007: Der Dschungelläufer. 43 Min.
- 2009: Karawane der Hoffnung. 48 Min., Adolf-Grimme-Preis 2010.[15]

Abenteuer-Lernprogramm
- 2003: Abenteuer vor der Haustür mit Rüdiger Nehberg. DVD, 75 Min., ISBN 3-8312-8806-2.[16]